# Cuvillierina
Cuvillierina is een geslacht van uitgestorven kreeftachtigen uit de klasse van de Ostracoda (mosselkreeftjes).

## Soorten
- Cuvillierina chubutensis (Rossi De Garcia, 1967) Rossi De Garcia, 1972 †
- Cuvillierina nodulosa Rossi De Garcia, 1972 †
- Cuvillierina simplex Rossi De Garcia, 1972 †